# Гуго V (герцог Бургундии)
Гуго (Юг) V (фр. Hugues V de Bourgogne, 1294 — 9 мая 1315, Аржили) — герцог Бургундии с 1306 года, титулярный король Фессалоник в 1306—1313 годах, сын герцога Роберта II и Агнес, дочери короля Франции Людовика IX Святого.

## Биография
Гуго был старшим из выживших сыновей Роберта II, которому он наследовал в 12-летнем возрасте. Регентшей до его совершеннолетия была мать, Агнес Французская.
15 апреля 1303 года Гуго был обручён с Екатериной (1303—1346), титулярной императрицей Константинополя, дочерью Карла Валуа и Екатерины де Куртене. Однако после смерти жены, Екатерины, в 1307 году Карл, осознавший, что его дочь является наследницей титула императрицы Константинополя, решил выдать дочь за человека, обладавшего реальными возможностями завоевать Константинополь. За разрыв помолвки (официально состоялся 6 апреля 1312 года) с Гуго Бургундский дом получил ряд компенсаций:
- сам Гуго 6 апреля 1313 года был обручён с Жанной Французской, дочерью будущего короля Филиппа V;
- сестра Гуго, Жанна, получила Куртене, а также была выдана замуж за Филиппа, наследника Карла Валуа (будущего Филиппа VI, короля Франции);
- брат Гуго, Людовик, женился на Матильде де Эно и получил титул князя Мореи. Ему же Гуго передал титул короля Фессалоник.

В 1313 году король Филипп IV Красивый посвятил Гуго в рыцари. Но в 1315 году Гуго умер бездетным, Бургундию унаследовал его младший брат Эд IV.